# Viola Beach
Viola Beach was een Britse indieband, die in 2013 werd opgericht en vanaf 2015 in het Verenigd Koninkrijk steeds meer bekendheid kreeg. Begin 2016 verongelukten alle bandleden na een optreden in Zweden, waarna hun bekendheid postuum verder toenam.

## Geschiedenis
Viola Beach werd midden 2013 opgericht in Warrington, Cheshire. De aanvankelijke bandleden waren Kris Leonard (gitaar en zang), Frankie Coulson (gitaar), Jonny Gibson (bass), en Jack Dakin (slagwerk). Coulson en Gibson verlieten de band in 2015 om zich volledig op hun studie te richten. Ze werden vervangen door River Reeves en Tomas Lowe.
Vanaf 2015 werd de band steeds bekender in het Verenigd Koninkrijk. In november 2015 gaven ze een live optreden op BBC Radio 1.

## Fataal ongeluk

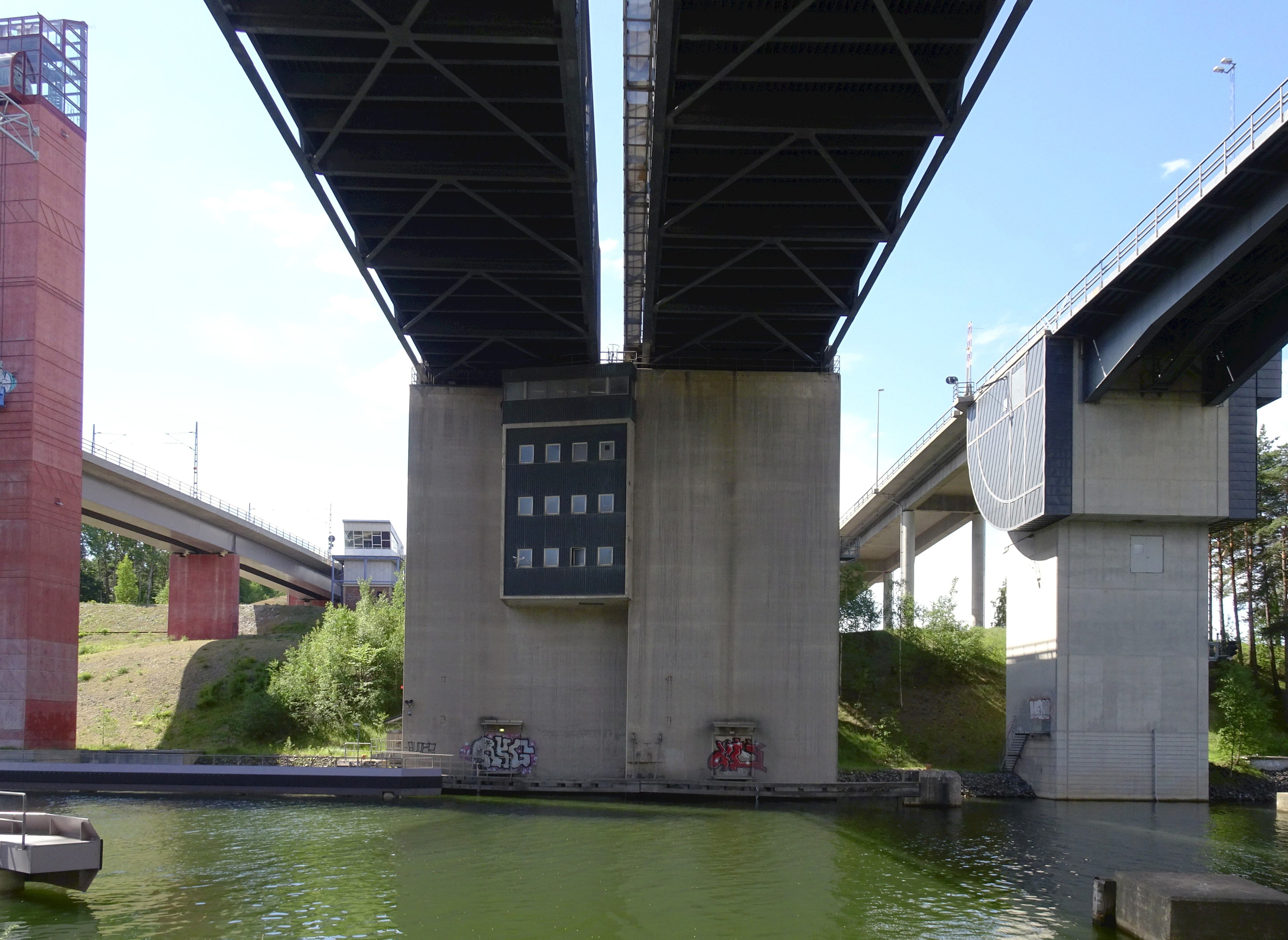
Plek van het ongeval, dat plaatsvond op de middelste brug (Europese weg 4)

In de nacht van 13 februari 2016 kwamen alle vier de leden van Viola Beach – Leonard (20), Reeves (19), Dakin (19) en Lowe (27) – samen met hun manager om op de E4 bij het Zweedse Södertälje, toen de gehuurde auto waar ze in zaten vanaf een openstaande ophaalbrug 24 meter naar beneden stortte en in een kanaal belandde. De band was net op weg terug van een optreden op het muziekevenement Where's The Music in Norrköping en zou de daaropvolgende week een reeks van 13 concerten gaan geven in het Verenigd Koninkrijk.
De precieze toedracht van het ongeluk is onbekend. Er leek geen sprake van rijden onder invloed. De Zweedse politie dacht in eerste instantie aan een bewuste zelfmoordactie van degene die achter het stuur zat. Later is deze suggestie weerlegd. Een reconstructie van het ongeval wees uit dat de bestuurder vermoedelijk een geleiderail over het hoofd heeft gezien.

## Postuum succes
In de eerste week na het fatale ongeluk kwamen twee singles van Viola Beach binnen in de UK Singles Chart. Boys That Sing kwam op plaats 80, en Swings & Waterslides bereikte plaats 11. Beide singles bereikten in dezelfde week respectievelijk plaats 27 en 3 in de Official Singles Sales Chart Top 100.
Op 26 juni 2016 speelde Coldplay tijdens het Glastonbury Festival een cover van Boys That Sing, bij wijze van eerbetoon aan Viola Beach.
Op 29 juli 2016 kwam alsnog het debuutalbum van Viola Beach uit, dat was genoemd naar de band. De families van de bandleden hadden hiervoor zorg gedragen. Op 5 augustus bereikte dit album plaats 1 in de UK Albums Chart.